# Cremastinae
Cremastinae  (лат.) — подсемейство наездников семейства Ichneumonidae. Распространены всесветно. Около 35 родов.

## Описание
Тело обычно стройное, брюшко сжато с боков. Средние и мелкие наездники, длина передних крыльев около 2-14 мм. Наличник отделён от лица канавкой. Паразиты гусениц бабочек (Lepidoptera), а также некоторых жуков (Coleoptera).

## Классификация
Мировая фауна включает 35 родов и около 800 видов, в Палеарктике — 16 родов и около 170 видов. Фауна России включает 7 родов и 22 вида наездников-ихневмонид этого подсемейства.
- Род Celor Kokujev, 1901
- Род Cremastus Gravenhorst, 1829 typus.[4]
- Род Pristomerus Curtis, 1836
- Род Temelucha Förster, 1869
- Род Trathala Cameron, 1899
- Род Xiphosomella Szépligeti, 1905
- другие роды